# キマダラルリツバメ
キマダラルリツバメ（黄斑瑠璃燕、学名：Spindasis takanonis）は、チョウ目（鱗翅目）シジミチョウ科に属するチョウの1種。

## 特徴
クリーム色の地に黒く太いラインを持ち、その黒ラインの中央にはさらに、深い緑色の光沢を持つラインが走る。一方の翅に2本付く尾状突起は先が白く、その根元は薄いオレンジ色。腹部はクリームと黒のだんだら模様で蜂を連想させる。
日本で尾状突起を計4本持つシジミチョウはこの種だけ。翅表は黒地で、オスのみ中央に青色をさす。

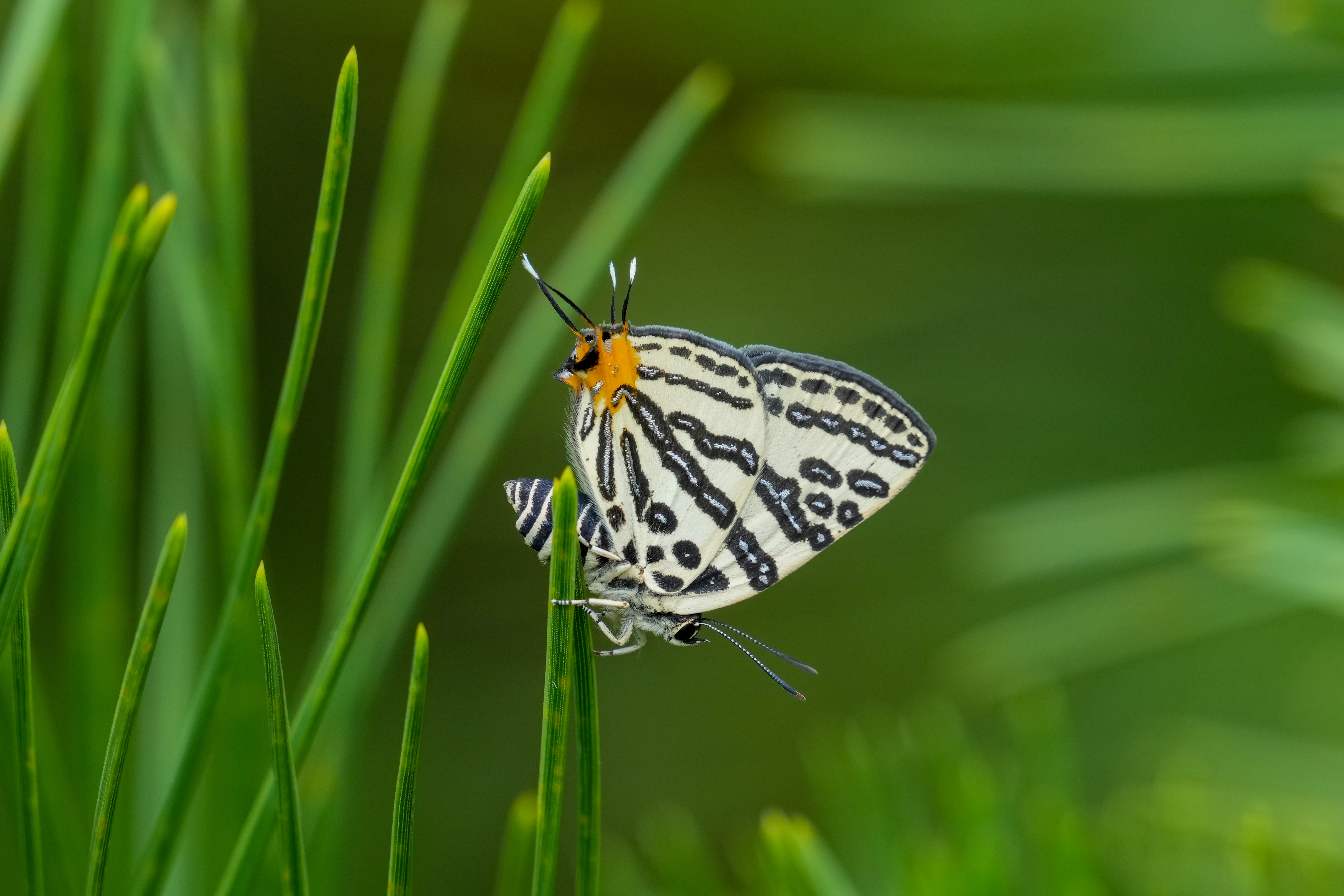
キマダラルリツバメのメス

## 生態
本種は共生するアリとの関係に影響されるため、生息する地方によって異なるが、主に松林、桜や桐の古木に発生し、夏の夕方になるとオスは翅を開いて縄張りをアピールする（占有行動と呼ぶ）。その他の時間帯は、水溜りや花などにも訪れる。
卵から孵化すると幼虫は自分で這っていき、樹上にあるハリブトシリアゲアリの巣に入り、幼虫での越冬をへて蛹化まで育ててもらう。蛹は巣の中やその近辺の樹皮の裏側などに形成される。
本州のみに生息するが、山陰の一部の地域を除けば生息地・個体数共に多くなく、森林伐採など環境破壊の影響でこのチョウも少なくなった。

## 保全状況評価
キマダラルリツバメSpindasis takanonis
- 準絶滅危惧（NT）（環境省レッドリスト）